# Amplitud (partido político)
Amplitud fue un partido político chileno de centroderecha fundado el 7 de enero de 2014. Su núcleo fundador estuvo conformado por la senadora Lily Pérez San Martín y los diputados Karla Rubilar, Pedro Browne y Joaquín Godoy, todos exmilitantes de Renovación Nacional (RN).
Si bien en un comienzo agrupaba a independientes de centro y derecha que no militaban en los partidos de la Alianza, posteriormente pasaron a autodefinirse como centro liberal y a asociarse con otros movimientos de centro fuera de pacto.

## Historia

### Fundación (2014-2015)

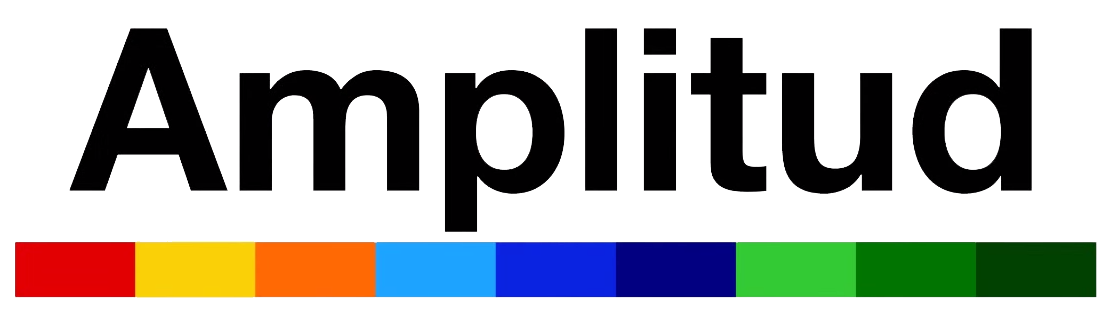
Logotipo de Amplitud desde 2014 hasta el 16 de mayo de 2015.

El 7 de enero de 2014, los diputados Karla Rubilar, Pedro Browne y Joaquín Godoy Ibáñez, militantes de Renovación Nacional, decidieron renunciar a dicho partido por diferencias ideológicas. Entre las razones esgrimidas para abandonar dicha colectividad se mencionaron la negativa del partido a apoyar el cierre del Penal Cordillera, la falta de apoyo del partido respecto al proyecto de Acuerdo de Vida en Pareja, y la postura respecto a políticas económicas y de educación.
Ese mismo día presentaron un manifiesto titulado Amplitud, en donde trazaron las líneas generales del nuevo movimiento político. Entre ellas destaca el rechazo a las violaciones a los derechos humanos cometidas durante la dictadura de Augusto Pinochet y el apoyo a reformas políticas, como por ejemplo la reforma al sistema binominal y el voto de chilenos en el extranjero.
El 20 de enero se sumó al movimiento la senadora Lily Pérez, quien renunció a Renovación Nacional cuatro días antes. El 28 de marzo de ese año se sumaron a Amplitud el exsenador Carlos Cantero y el consejero regional de Antofagasta Constantino Zafirópulos. Además se sumó a las filas del movimiento la consejera regional Elizabeth Armstrong de la Región Metropolitana, la alcaldesa de San Fabián, Lorena Jardúa y el exsubsecretario de Cultura Carlos Lobos.
En sus intenciones iniciales estaban permanecer dentro de la Alianza, conformando un posible partido político junto a Evolución Política y otras organizaciones sociales de centroderecha, y presentando un candidato propio en una eventual primaria presidencial de dicho conglomerado para 2017. Sin embargo, esa opción se ha ido alejando desde fines de 2014, cuando Amplitud realizó un acuerdo de reformas políticas junto a los movimientos Ciudadanos de Andrés Velasco y Red Liberal; Lily Pérez ha manifestado incluso la intención de realizar una primaria presidencial entre ella y Velasco.
El 7 de marzo de 2015 Amplitud eligió a su directiva provisoria, en la cual triunfó Joaquín Godoy para la presidencia con el 89,8% de las preferencias, y en la secretaría general resultó vencedor Pedro Browne con el 80,9%. La nueva directiva asumió sus cargos oficialmente el 15 de marzo de 2015.

### Legalización y coalición con Ciudadanos (2015-2016)

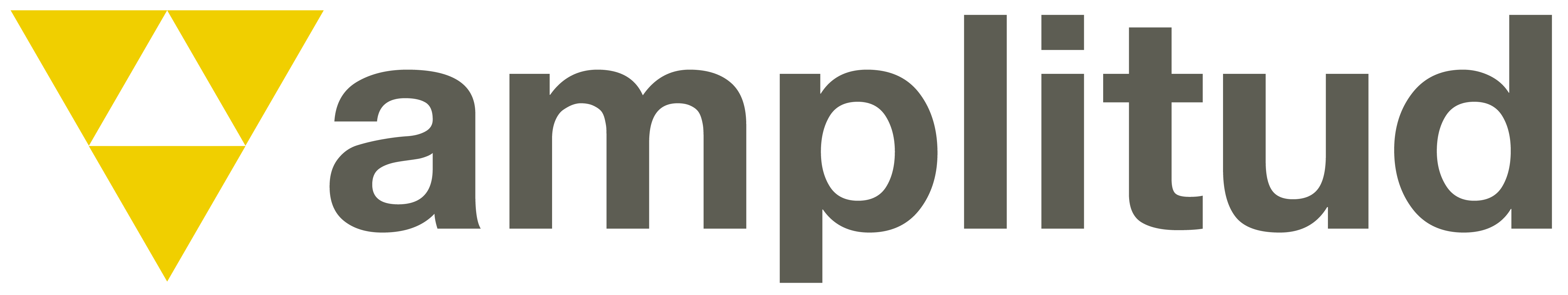
Logotipo de Amplitud desde el 16 de mayo de 2015 hasta el 3 de junio de 2017.

Durante su año en funciones, la directiva provisional del partido sufriría varias deserciones: Rubén Malvoa Hernández, quien fuera elegido como uno de los cinco vicepresidentes, renunció a su militancia en Amplitud en septiembre de 2015. La vicepresidenta y concejal Lissette Sierra Ocayo también renunció al partido el 21 de enero de 2016, y el 17 de marzo hizo lo mismo el tesorero Eduardo Yáñez Morel.
El 15 de mayo una de sus fundadoras, la diputada Karla Rubilar, renunció a Amplitud señalando diferencias políticas. Al día siguiente se realizó su Consejo General en el edificio del ex Congreso Nacional en Santiago, en donde se presentó un nuevo emblema y se decidió iniciar los trámites para inscribirse como partido político.
El 28 de septiembre de 2015, Amplitud anunció la formación de una coalición política de centro liberal junto a los movimientos Ciudadanos y Red Liberal, de cara a las elecciones municipales de 2016. Dicha coalición fue presentada oficialmente bajo el nombre Sentido Futuro el 13 de enero de 2016.
En marzo de 2016 el Servicio Electoral aceptó la inscripción legal del partido en la Región de Coquimbo, sin embargo rechazó su inscripción en las otras regiones donde lo había solicitado debido a problemas administrativos. Posteriormente, a fines de abril del mismo año, aceptó las reclamaciones hechas por la colectividad y permitió la inscripción del partido en las regiones de Tarapacá, Atacama, Valparaíso y Los Lagos. Poco después en junio se unió al partido la CORE por Petorca María Teresa Cerda (ex RN).
El 25 de junio de 2016, Amplitud realizó sus primeras elecciones internas como partido legalizado, donde se eligió a la nueva directiva central, directivas regionales y distritales, a su vez, la directiva central de su Juventud. En dicha ocasión Lily Pérez resultó elegida presidenta, asumiendo su cargo durante el consejo general del partido realizado el 9 de julio.

### Apoyo a Piñera y fin de Sumemos (2017)
En junio de 2017 Pedro Browne, uno de los tres parlamentarios fundadores del partido, decidió renunciar para apoyar la precandidatura presidencial de Sebastián Piñera. Al mes siguiente, Joaquín Godoy también dejó la colectividad, dejándola sin representación en la Cámara de Diputados.
Durante su Consejo General Ampliado, realizado el 8 de julio de 2017, Amplitud decidió entregarle su apoyo a Piñera como candidato presidencial. Su respaldo al abanderado no implicó su ingreso a la coalición Chile Vamos, manteniéndose en el pacto «Sentido Futuro» —renombrado como Sumemos en agosto de 2017— con Ciudadanos y Red Liberal.
En las elecciones parlamentarias de 2017 el partido no logró elegir a ningún diputado, y su senadora Lily Pérez no resultó reelegida. Tras la victoria de Piñera en el balotaje de la elección presidencial, Lily Pérez anunció el fin del pacto Sumemos y la eventual reinscripción del partido en 2018, dado que no cumplió con los requisitos legales para su existencia legal. Sin embargo, en marzo Pérez señaló que el partido no volverá a ser constituido una vez que el Servel lo disolviera debido a que creían que la misión del partido se cumplió y sus militantes se mantendrán como independientes o ingresarán a otros partidos de derecha. Prácticamente ya casi sin militantes, Amplitud cierra sus puertas en forma definitiva.

## Estructura

### Directiva nacional
La Directiva Nacional provisoria estuvo compuesta por un presidente, un secretario general, un tesorero y cinco vicepresidentes:
| Nombre                       | Cargo              |
| ---------------------------- | ------------------ |
| Lily Pérez                   | Presidenta         |
| Carlos Lobos Mosqueira       | Secretario General |
| Daniel Castillo              | Prosecretario      |
| Mario Villalobos Torres      | Tesorero           |
| Elizabeth Armstrong Gonzalez | Vicepresidenta     |
| Constantino Zafirópulos      | Vicepresidente     |
| Óscar Rementería Palomino    | Vicepresidente     |
| Patricio Nawrath Contreras   | Vicepresidente     |
| Foch Metayer Manosalva       | Vicepresidente     |
| Andres Villalobos            | Tribunal Supremo   |
| Claudio Oliva Ekelund        | Tribunal Supremo   |
| Renato Rodríguez             | Tribunal Supremo   |

## Autoridades elegidas

### Senadores 2010-2018
Amplitud poseyó una senadora parte del partido, en el periodo legislativo 2010-2018:
| Nombre                | Región     | Circunscripción |
| --------------------- | ---------- | --------------- |
| Lily Pérez San Martín | Valparaíso | V               |

### Consejeros regionales 2014-2018
Asimismo, Amplitud poseyó tres consejeros regionales en el periodo 2014-2018:
| Nombre                       | Provincia                | Gobierno Regional                 |
| ---------------------------- | ------------------------ | --------------------------------- |
| Constantino Zafirópulos      | Provincia de Antofagasta | Antofagasta                       |
| Elizabeth Armstrong González | Provincia de Santiago    | Metropolitana de Santiago         |
| Roberto Sahr                 | Provincia de Magallanes  | Magallanes y la Antártica Chilena |

### Alcaldes 2016-2021
Por consiguiente, tuvo dos alcaldes que se declararon miembros del partido, en el periodo 2016-2021:
| Nombre               | Comuna   | Región     |
| -------------------- | -------- | ---------- |
| Javier García Choque | Colchane | Tarapacá   |
| Margarita Osorio     | Nogales  | Valparaíso |

### Concejales 2012-2016
| Nombre                    | Comuna      | Región        |
| ------------------------- | ----------- | ------------- |
| Joaquín Alfaro Cerda      | Ollagüe     | Antofagasta   |
| Marisol Lugo              | Ollagüe     | Antofagasta   |
| Pedro Antonio Castillo    | Coquimbo    | Coquimbo      |
| Rolando Silva             | Quintero    | Valparaíso    |
| Isabel Zamora             | Cabildo     | Valparaíso    |
| Luis Bravo                | Limache     | Valparaíso    |
| Gonzalo Miquel            | La Ligua    | Valparaíso    |
| Bernardo Monasterio       | Los Andes   | Valparaíso    |
| Juan Prado                | Petorca     | Valparaíso    |
| Patricia Bordones         | Putaendo    | Valparaíso    |
| Macarena Bezanilla Montes | Vitacura    | Metropolitana |
| José Luis Alegría         | La Florida  | Metropolitana |
| Manuel Ortiz Bustos       | Colbún      | Maule         |
| Christián Loyola          | Quilaco     | Biobío        |
| Héctor Guzmán Vásquez     | San Carlos  | Biobío        |
| Jaime Pezo                | Santa Juana | Biobío        |
| Luis Ceballos             | Lota        | Biobío        |

## Logotipos

### Logotipos oficiales
|           |
| 2014-2015 |

|           |
| 2015-2017 |

|           |
| 2017-2018 |

## Resultados electorales

### Elecciones parlamentarias
|  | 1,02 % |

|  | 3,76 % |

### Elecciones municipales
|  | 0,73 % |

|  | 1,13 % |

Nota: Los resultados de la elección de concejales de 2016 incluye a los independientes apoyados por el partido dentro del pacto «Chile Quiere Amplitud».

### Elecciones de consejeros regionales
| Elección | Votos  | % de votos      | Escaños |
| -------- | ------ | --------------- | ------- |
| 2017     | 65 354 | \| \| 0,98 % \| | 2/278   |
|          | 0,98 % |                 |         |